# Rhipicephalus appendiculatus
Rhipicephalus appendiculatus är en fästingart som beskrevs av Neumann 1901. Rhipicephalus appendiculatus ingår i släktet Rhipicephalus och familjen hårda fästingar. Inga underarter finns listade i Catalogue of Life.